# The Runaways
The Runaways var en amerikansk rockgrupp, aktiv den andra halvan av 1970-talet och känd för låtar som "Cherry Bomb", "Queens of Noise", "Neon Angels (On the Road to Ruin)" och "Born to Be Bad".Bandet har ofta - felaktigt - pekats ut som rockmusikens allra första All-female band. I stället var det ett annat band från Kalifornien, Fanny från delstatshuvudstaden Sacramento, som var det första helt kvinnliga rockband (startat av två från Filippinerna invandrade systrar, Jean och June Millington från Manila) som skrev kontrakt med ett större skivbolag (Reprise Records) redan 1969, vilket resulterade i deras självbetitlade debutalbum 1970. The Runaways har i stället - liksom många andra tjejband och kvinnliga artister - betonat deras betydelse, nu senast i den ultimata dokumentären om Fanny, Fanny: The Right to Rock, som hade premiärm 2021. 

## Historia
The Runaways bildades den 15 augusti 1975 i Los Angeles, och bestod då av Joan Jett (gitarr, sång), Lita Ford (gitarr), Cherie Currie (sång), Jackie Fox (basgitarr) och Sandy West (trummor). Vid bildandet var de yngsta tjejerna endast 16 år gamla. Den 21 augusti 1976 gick Runaways första LP The Runaways in på LP-listan i USA.
Gruppen var revolutionerade i och med att de spelade hårdrock och protopunk, vilket inte många kvinnliga artister hade sysslat med tidigare. De var också kända för sina vågade scenshower. Gruppen blev mycket populär i Japan och Sverige, och spelade på Göta Lejon i Stockholm den 22 november 1977, samt i Malmö Folkets Park den 9 juni och Gröna Lund i Stockholm den 13 juni 1978. Efter deras två första studioalbum lämnade Jackie Fox bandet och ersattes av Vicki Blue. Cherie Currie slutade i Runaways den 9 augusti 1977. Hon satsade i stället - likt storasystern Sondra Currie - på en skådespelarkarriär. Gruppen upplöstes 1979 De två som lyckades bäst med solo-karriärer inom musiken var Joan Jett och Lita Ford.

## Eftermäle
År 2010 gjordes det en film om bandet, The Runaways där manuset byggde på Cherie Curries självbiografi Neon Angel: The Cherie Currie Story. I rollerna syns bland andra Kristen Stewart som Joan Jett, Dakota Fanning som Cherie Currie, Tatum O'Neal som Sondra Currie och Michael Shannon som managern Kim Fowley. I Sverige gick den direkt till video.

## Medlemmar
Ordinarie medlemmar
- Joan Jett – rytmgitarr, sologitarr, sång, bakgrundssång (1975–1979); basgitarr (1977)
- Lita Ford – basgitarr (1975, 1978); sologitarr, rytmgitarr, bakgrundssång, ledsång (1975–1979)
- Micki Steele – sång, basgitarr (1975)
- Cherie Currie – ledsång, bakgrundssång, keyboard, tamburin, trummor (1975–1977)
- Sandy West – trummor, slagverk, bakgrundssång, ledsång (1975–1979; död 2006)
- Peggy Foster – basgitarr (1975)
- Jackie Fox – basgitarr, bakgrundssång, ledsång (1975–1977)
- Vicki Blue – basgitarr, bakgrundssång (1977–1978)
- Laurie McAllister – basgitarr (1978–1979)

Studiomusiker
- Rodney Bingenheimer – orkestrering (1976)
- Duane Hitchings – keyboard (1978)

Bildgalleri

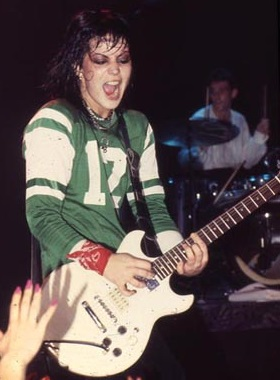
Joan Jett
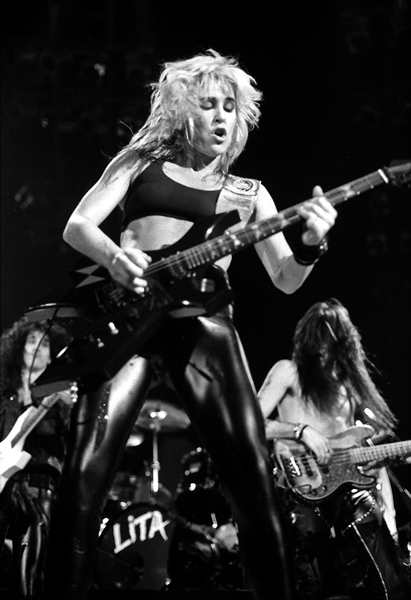
Lita Ford
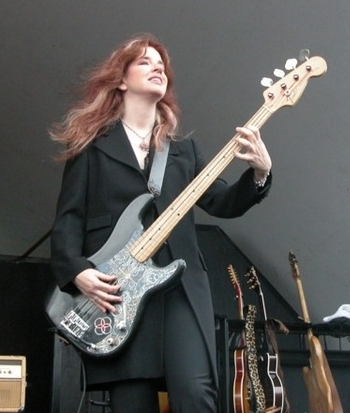
Micki Steele
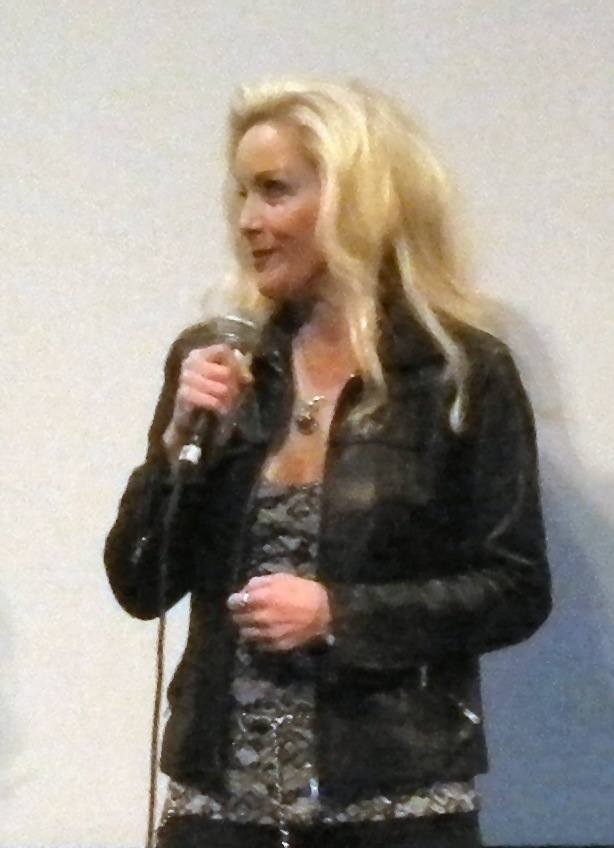
Cherie Currie

## Diskografi
Studioalbum
- 1976 – The Runaways
- 1977 – Queens of Noise
- 1977 – Waitin' for the Night
- 1978 – And Now... The Runaways
- 1980 – Flaming Schoolgirls

Livealbum
- 1977 – Live in Japan